# Masaccio
Masaccio (ejtsd: maszaccsó, eredeti név: Tommaso Cassai vagy Tommaso di Ser Giovanni di Mone) (San Giovanni Valdarno, 1401. december 21. – Róma, 1428 ősze) az olasz reneszánsz quattrocento időszakának jelentős festője. Freskói a humanizmus gondolatvilágának legkorábbi emlékei, amelyeken az alakokat addig ismeretlen plaszticitással ábrázolta.
Rövid pályafutása ellenére mély hatást gyakorolt más művészekre. Egyike volt az első festőknek, aki használta festményei megkomponálásában a perspektíva tudományát. Művészetétől igen távol állt az olyan művészek gótikus stílusa és bonyolult díszítése, mint Gentile da Fabriano, és közelített egy naturalista ábrázolásmód felé, amelynek realizmusához használta a perspektívát.

## Életrajza

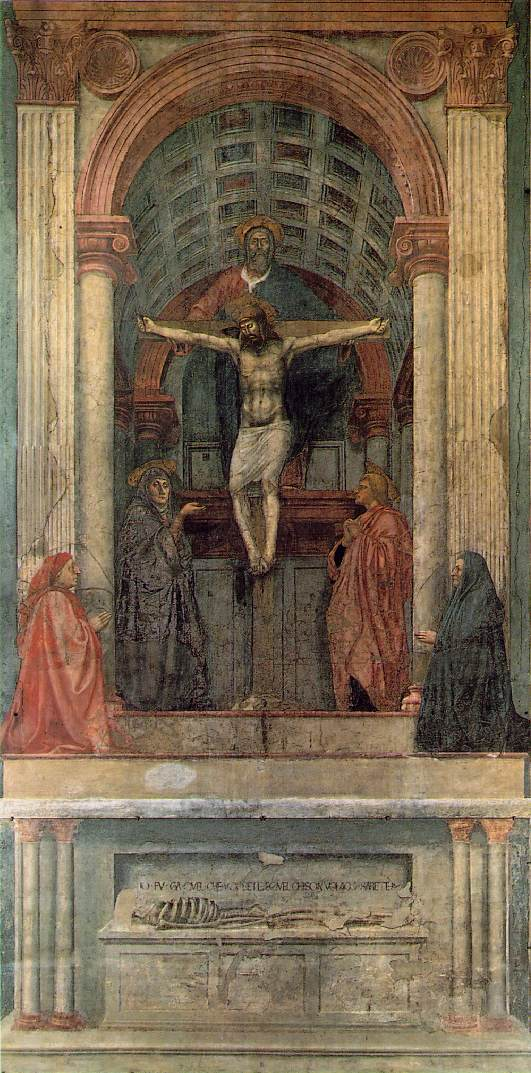
Szentháromság Szűz Máriával, Szent János evangelistával és a donátorokkal (1425-27/28) – Freskó, Santa Maria Novella, Firenze

Masaccio Giovanni di Mone Cassai (más források szerint Giovanni di Mone d'Andreuccio) és Jacopa di Martinozzo di Dino fiaként született Castel San Giovanni di Alturában, mai nevén San Giovanni Valdarnóban (most Toszkána Arezzo tartományának a része). Az apja közjegyző volt, az anyja Barberino di Mugello lánya, akinek fogadója volt Firenzétől délre néhány mérföldnyire. A család neve, Cassai, nagyapjának és nagybátyjának foglalkozásából származik, akik ácsok és műbútorasztalosok voltak ("casse" → "cassai"). Masaccio apja 1406-ban, mindössze huszonhat évesen meghalt, amikor Tommaso még csak ötéves volt. Még ebben az évben megszületett Giovanni nevű öccse, aki "Scheggia" néven szintén festő lett. Az anyja újra férjhez ment egy idős, vagyonos gyógyszerészhez, Tedesco del maestro Feóhoz, aki Masacciónak és öccsének gondtalan gyerekkort biztosított. Masaccio első mestere mostohaapja veje, Mariotto di Cristofano volt.
A család Tedesco halálakor, valószínűleg 1417 augusztusában elköltözött Firenzébe. Keveset tudunk erről az időszakról addig, amíg Tommaso csatlakozott az Arte de' Medici e Speciali céhhez 1422. január 7-én, és mint "Masus S. Johannis Simonis pictor populi S. Nicholae de Florentia" írt alá. A városban Tommaso megkapta a becenevét (ügyetlen Tamás), mivel nagyon kevés figyelmet fordított a világi ügyekre és személyes megjelenésére, különben jó természetű személynek tartották. Mivel családját és műhelyét neki kellett eltartania, sok megbízást vállalt, de így is adósságokba verte magát. 1427. július 29-i vagyonkimutatásában listát közöl ezekről; komoly összegekkel tartozott bankoknak, mestereknek.
Az első munkák, amelyeket Masacciónak tulajdonítanak, a San Giovenale-triptichon (Cascia-oltár) (1422), amely a trónoló Madonnát ábrázolta angyalokkal és szentekkel, és a Szent Anna harmadmagával (1424 körül) már a művész igen magas színvonalú tudásáról árulkodnak. Ezt az utóbbi festményt Masolino da Panicaléval együtt készítette, akivel ezekben az években ismerkedett meg, s akit sokáig Masaccio mesterének tartottak. A kutatók viszont kiderítették, hogy a nála 18 évvel idősebb festőt nem tanár–tanítvány, hanem sokkal inkább szoros munkatársi viszony fűzte hozzá. Bár kettejük közül Masolino volt a felkészültebb, szakmailag tapasztaltabb, de Masaccióval ellentétben a hagyományosat, a régi stílust képviselte a műveken, hiányzott belőle az a stílusteremtő erő, amely Masaccio festményeiben lenyűgözte az utódokat.
Firenzében Masaccio Giotto műveit tanulmányozta és barátságot kötött Albertivel, Brunelleschivel és Donatellóval. Vasari szerint az ő sugalmazásukra 1423-ban Masolinóval Rómába utazott; ekkortól művészete felszabadult a gótikus és bizánci hatások alól, s ez érzékelhető a pisai karmelita templom oltárképén, amelyen a Madonna trónját már igen meggyőző perspektivikussággal ábrázolja. A római utazás másik hozadéka az ókori római és ókori görög művészet hatása, amely Masaccio néhány művén fellelhető. Ilyen a mára elpusztult Sagra, amelyet a Santa Maria del Carmine templomban készített, de megsemmisítették, amikor a kerengőt a 16. század végén újjáépítették. A freskóról fennmaradt néhány rajz, amelyek közül az egyiket Michelangelo készítette. A Sagrával együtt pusztult el Masaccio másik festménye, amely Szent Pál apostol alakját ábrázolta.

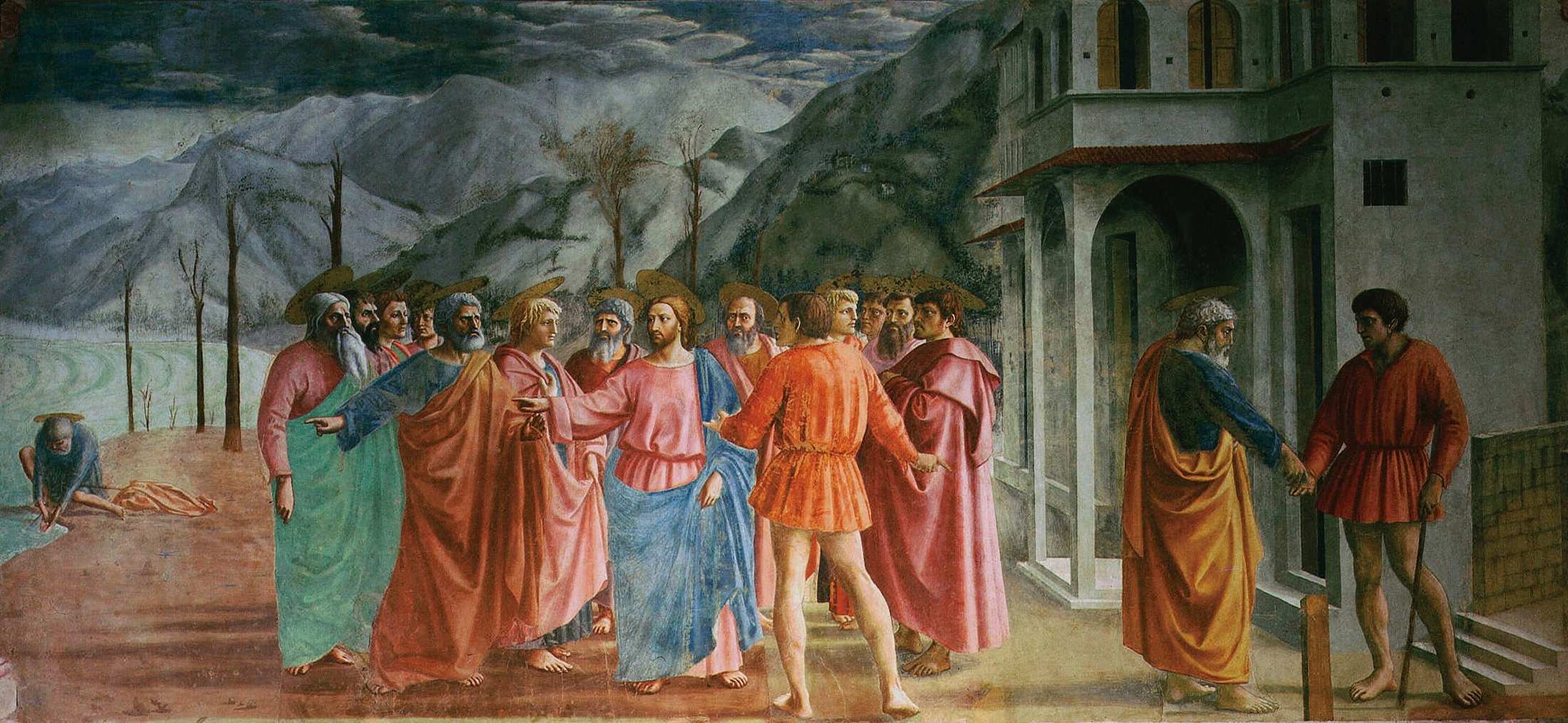
Adógaras, a Brancacci-kápolna freskójának részlete, Santa Maria del Carmine, Firenze

1424-ben Masacciót és Masolinót megbízta a befolyásos és gazdag Felice Brancacci, hogy készítsenek freskóciklust a Santa Maria Del Carmine Brancacci-kápolnájába. A kis kápolna freskóinak témája is adott volt: Szent Péter legendája. Masaccio zsenialitása világosan megmutatkozik ezekben a freskókban. A Teofil fiának feltámasztása című részleten egy járdát festett perspektívában, magas épületek és mező által szegélyezve, érzékeltetve a háromdimenziós tér mélységét, és ebben a környezetben helyezte el az alakokat. Munkásságában úttörő jelentőségű, ahogy a perspektíva újonnan felfedezett szabályait alkalmazta.
1425 szeptemberében Masolino otthagyta a munkát és Magyarországra utazott Filippo Scolari meghívására. Azt nem tudják, hogy útja mögött a Felice-szel felmerült anyagi problémák vagy Masaccióval volt művészi nézeteltérései álltak-e. Azt is feltételezték, hogy Masolino a legelejétől megtervezte ezt az utazást, és szüksége volt egy olyan közeli munkatársra, aki az indulása után folytathatná a munkát. 1427-ben tért vissza, és továbbra is Masaccióval együtt készítette a freskókat.
A befejezett jelenetek közül néhány odaveszett egy 1771-es tűzben; csak Vasari életrajzából tudunk róluk. A fennmaradt részeket alaposan befeketítette a füst, és márványtáblákkal fedték be a festmények két területét. Csak miután azokat eltávolították, tárult fel a mű teljes eredetiségében. Masaccio 1426-ban befejezetlenül hagyta a freskókat. Valószínűleg Felice Brancacci romló pénzügyei miatt arra kényszerült, hogy máshol keressen munkát. 1427-ben visszatért, hogy ismét dolgozzon a kápolnában, és elkezdte a Teofil fiának feltámasztása című részt. Látszólag ezt is befejezetlenül hagyta, bár feltételezik, hogy a festményt a század folyamán később megrongálták, mert rajta a Mediciek ellenségeinek tartott Brancacci család portréi láthatóak, és abban az időben azokat ledörzsölték. Ez a festmény egyike volt azoknak, amelyeket több mint ötven év múlva Filippino Lippi helyreállított vagy befejezett.

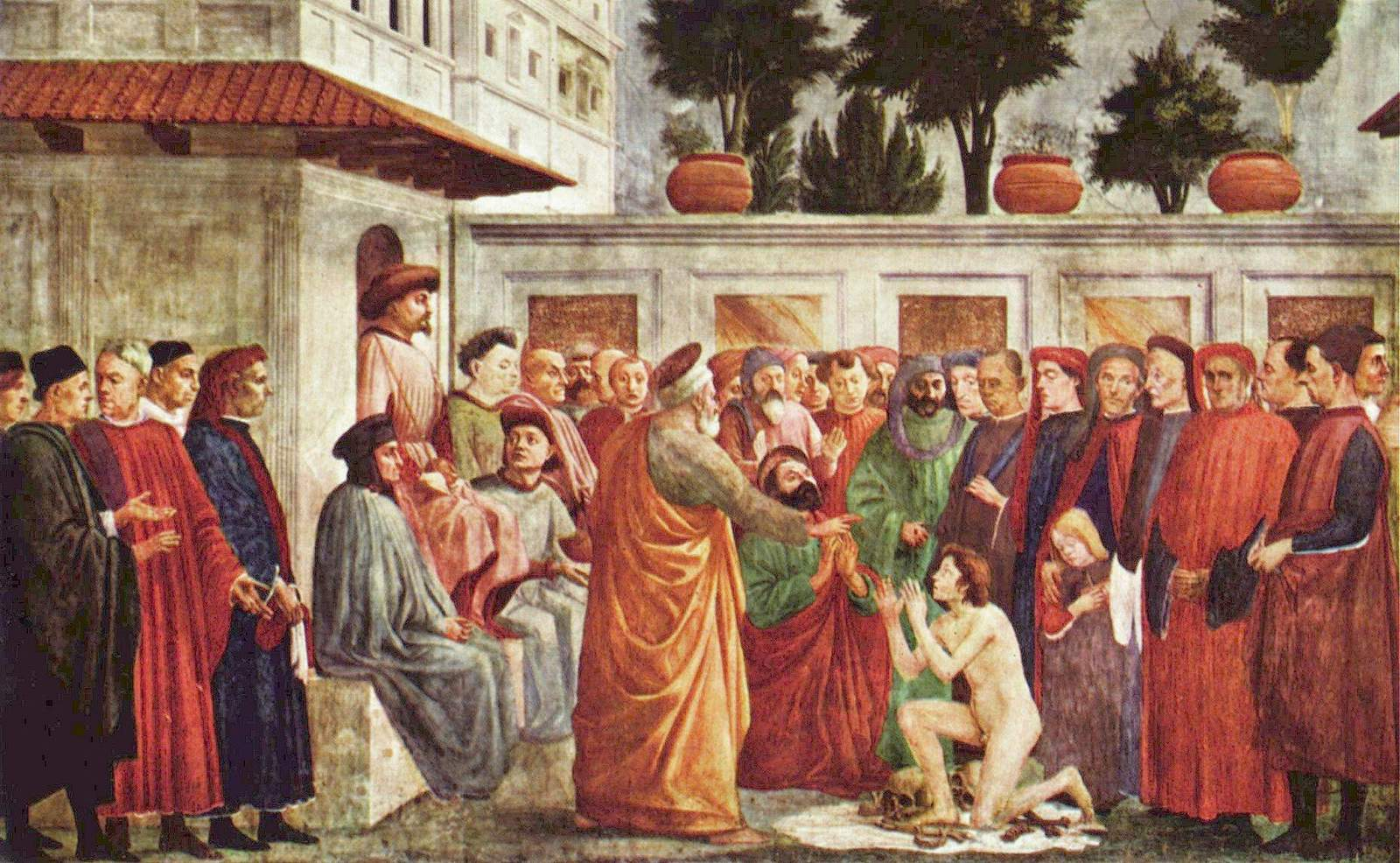
Theophilus fiának feltámasztása, a Brancacci-kápolna freskójának részlete, Santa Maria del Carmine, Firenze

1426. február 19-én Masacciót megbízta Giuliano di Colino degli Scarsi, hogy 80 forintos munkadíjért fesse meg a pisai Santa Maria Del Carmine-templomban lévő kis kápolnájának fő oltárképét (Pisai poliptychon). Masaccio valószínűleg csak ezen dolgozott Pisában, miközben oda és vissza utazgatott Pisa és Firenze között, ahol még mindig Szent Péter legendáját festette. Ebben az évben Donatello is Pisában tartózkodott, ekkor készítette Rinaldo Brancacci bíboros emlékművét. Valószínű, hogy Masacciónak a plaszticitással és a perspektívával történt első próbálkozásait Donatello szobra ihlette, mielőtt még megismerhette volna Brunelleschi tudományosabb perspektívaszemléletét.
Brunelleschi segítségével 1427-ben Masaccio elnyert egy tekintélyes megbízatást, és így elkészítette a Szentháromságot a firenzei Santa Maria Novella-templomban. A freskót sokan a művész élete fő művének tartják, és itt érzékelhető a – valószínűleg Brunelleschi segítségével tervezett – lineáris perspektíva első módszeres használata.
Ezután festett még két másik művet, egy Krisztus születése és egy Angyali üdvözlet című képet (ez utóbbi elveszett), majd V. Márton pápa meghívására elindult Rómába, ahol a társa, Masolino freskóval díszítette a Basilica di San Clementét. Soha nem bizonyították, hogy Masaccio közreműködött ebben a munkában, bár az lehetséges, hogy hozzájárult a Masolino által a Basilica di Santa Maria Maggiore számára festett oltárképhez Szent Jeromos és Keresztelő Szent János alakjával. Masaccio 1428 végén meghalt. Egy legenda szerint megmérgezte egy, a sikereire féltékeny festő, de ezt öccse visszaemlékezéseiben nem erősítette meg. Valószínűleg a Rómában abban az időben oly gyakran dühöngő pestis áldozatává vált. Giovanni nyilatkozatban mondott le az örökségről, hogy a család a hitelezőktől megszabaduljon.

## Művészete
Ma csupán négy freskót ismerünk, amelyek kétségtelenül Masaccio kezétől származnak, más művekről csak feltételezik, hogy ő készítette. Ismét más festmények pedig az idők folyamán elvesztek vagy megsemmisültek. Első jelentős alkotása a Szent Anna harmadmagával című kép, amelyet Masolinóval együtt készített. Méretéből és alakjából arra következtettek, hogy egy triptichon középső képe lehetett, de ennek ellentmond, hogy Vasari önálló képként említi. Az évszázadok alatt sokszor átfestették, így csak az 1930-as évektől, az első szakszerű restauráláskor vált lehetővé, hogy a két művész ecsetvonásait megkülönböztessék. A hagyományos kompozíció valószínűleg Masolinótól származik, a Madonna, a kisded és az egyik angyal alakja Masaccio, míg Szent Anna és a többi angyal Masolino műve. A Masaccio által festett részleteket már ekkor pontosan megkülönböztetik alakjainak dinamikája, színei.

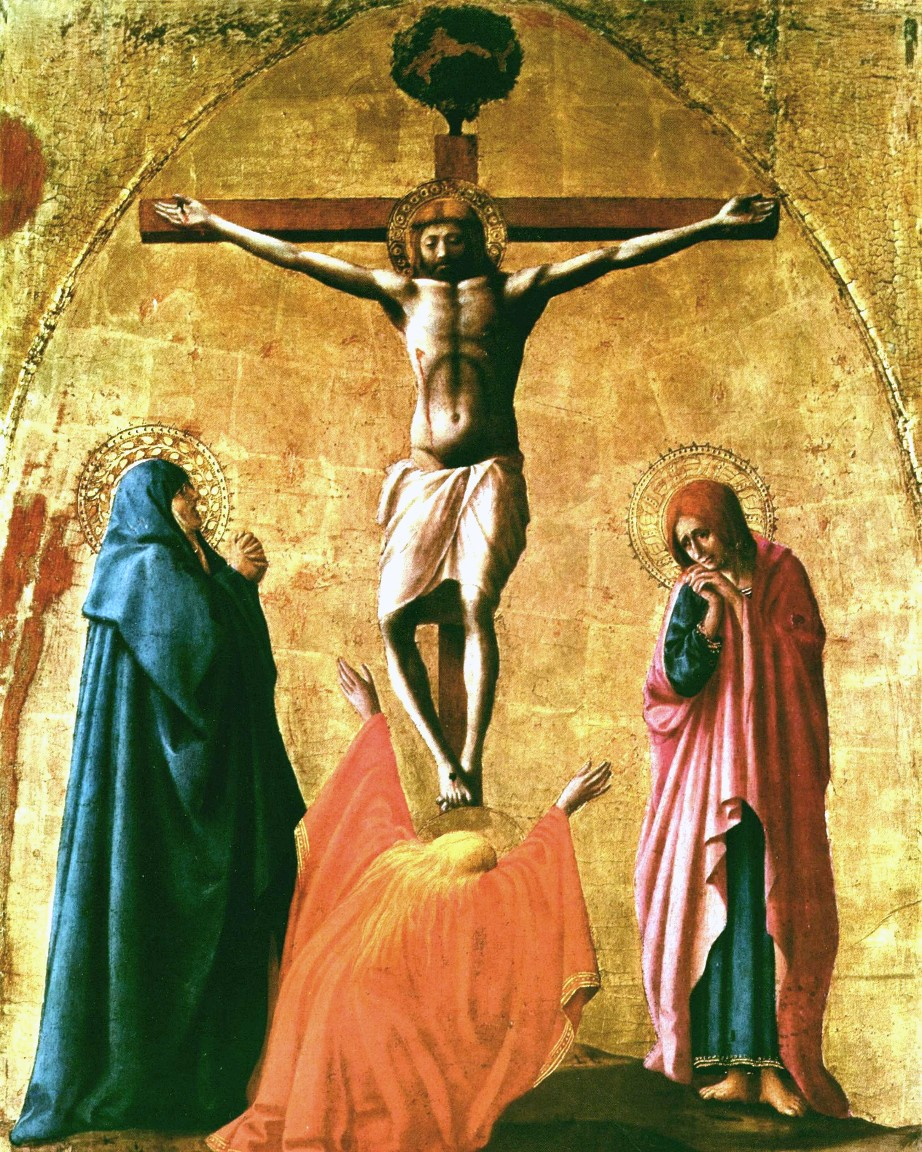
Keresztrefeszítés; a Santa Maria Del Carmine-templom oltárképének részlete

Első ismert önálló műve a pisai Santa Maria Del Carmine-templom oltárképe. A mű több táblából állt, de ma már nincs meg. A 18. században szétbontották és részei szétszóródtak, s a húsz eredeti panelből csak tizenegyet találtak meg újra a világ különböző múzeumaiban. Giorgio Vasari még teljes szépségében látta, és az ő leírása alapján lehetett később rekonstruálni. Masaccio a jelek szerint szakított a gótikus sémával, tekintetbe vette a természetes fényforrást, és ehhez az egy irányból kapott fényhez igazodtak kompozíciói. Az oltárkép központi témája a Madonna, akinek fenséges alakja uralkodik a művön. A térábrázolás már ezen a képen nagy szerepet kapott: a központi képsor azonos nézőpontból, a fent lévő Keresztre feszítés pedig alulnézetből látszik, számolva azzal, hogy a szemlélő alulról tekint a képre.
Masaccio színhelyei Giotto hatását mutatják. A Kiűzetés a Paradicsomból lehangolt Ádám és Éva-aktja hatalmas befolyással volt Michelangelóra. Egy másik jelentős munkája az Adógaras, a Brancacci-kápolna egyik freskója, amelyen Jézust és az apostolokat neoklasszikus archetípusokként festi le. Ez Masaccio legismertebb műve, amelyen egyetlen képsorozatban ábrázolja Jézus egyik csodájának három jelenetét. Középen Jézus az apostolokkal és a vámszedővel, aki a templomadót követeli, bal oldalon a halfogás, jobb oldalon az adó megfizetésének jelenete. A három, különböző idősíkban játszódó mozzanat ellenére is a kép egységes egésznek érződik, köszönhetően Masaccio kompozíciós tehetségének. A középső csoport portréi valószínűleg modellek után készültek, közöttük ott található a megrendelő, Felice Brancacci arcképe is. A freskósorozat másik jelentős darabja Szent Péter alamizsnát oszt a szegényeknek. Itt megalkotta azt a Szent Péter-ábrázolást, amely az apostol legemberibb képmásai közé tartozik.
Mesterműve, a Szentháromság az emberi szem elől évszázadokig el volt rejtve. Eredetileg a Santa Maria Novella-templom bal oldalhajójának oltárképe volt, de a 16. században befedték, és csak az 1960-as években bukkant elő újra. Restaurálták, és áthelyezték a nyugati oldalfalra. Az általa alkalmazott perspektíva tökéletesen kelti a tér illúzióját, amelyben alakjai léteznek, a kereszt alatt álló Mária és János, és a pillérek előtt térdelő donátor házaspár, akiknek portréi újra bizonyítják Masaccio emberábrázoló zsenialitását.
Masaccio jelentős befolyást gyakorolt a reneszánsz festészetére. Vasari szerint minden firenzei festő, többek között Verrocchio, Ghirlandaio, Botticelli, Leonardo, Raffaello és Michelangelo alaposan tanulmányozta a freskóit a Brancacci-kápolnában, hogy „megismerjék a helyes festészet előírásait és szabályait”. Megváltoztatta az itáliai festészet fejlődésének irányát, amely eltávolodott a gótikus festészet idealizált alakjaitól, és először jelentkezett a művészetben egy mélyebb, természetesebb, humanista világ.

## Művei

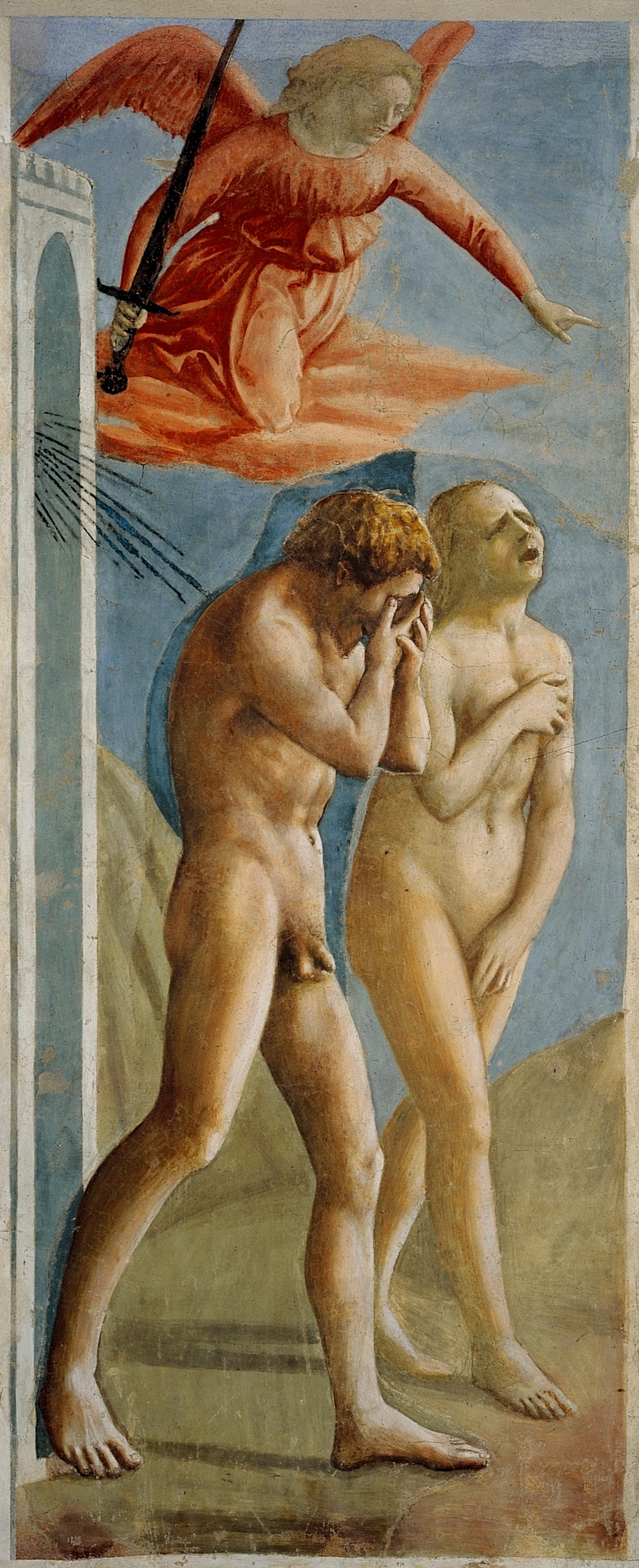
Kiűzetés a Paradicsomból, freskórészlet, Brancacci-kápolna

- Keresztrefeszítés (1426 körül) Museo di Capodimonte, Nápoly
- Cascia-oltár (1422, bizonytalan), Cascia di Reggello
- Szent Anna harmadmagával (1424–1425), Uffizi, Firenze
- Madonna gyermekével (1424) Palazzo Vecchio, Firenze
- Fiatal férfi portréja (1425, bizonytalan), National Gallery of Art, Washington
- Szent Pál (1426), Museo Nazionale, Pisa
- Szentháromság (1425–1428), freskó, Santa Maria Novella, Firenze
- Madonna gyermekével és egy angyallal (1426), National Gallery, London
- Krisztus születése (Berlin tondo) (1427–1428), Staatliche Museen, Berlin
- Szent Jeromos és Keresztelő Szent János (1426–1428 körül), National Gallery, London
- Szent András, J. Paul Getty Museum, Los Angeles

### A Brancacci-kápolna freskói

#### Masaccio önálló munkái
- Kiűzetés a Paradicsomból
- Adógaras
- Szent Péter kifogja a halat
- A vámszedő követelése és Jézus parancsa
- Szent Péter kifizeti a vámszedőt
- Theophilus fiának feltámasztása
- Szent Péter katedrája
- Szent Péter az árnyékával gyógyít
- Szent Péter megkereszteli az újonnan megtérteket
- Szent Péter alamizsnát oszt a szegényeknek
- Ananiás halála
- Városkép

#### Masolinóval közösen készített freskók
- A béna koldus meggyógyítása
- Tabita feltámasztása

#### További freskók
- Evangelisták (Masolino, elpusztult)
- Szent Péter és Szent András elhivatása (Masolino, elpusztult)
- Szent Péter tagadása (Masolino, elpusztult)
- Szent Péter a vízen jár (Masolino, elpusztult)
- A halott feltámasztása (?) (Masolino, elpusztult)
- Bűnbeesés (Masolino)
- Szent Péter prédikál (Masolino)
- Szent Pál meglátogatja Szent Pétert a börtönben (Filippino Lippi)
- Szent Péter keresztrefeszítése (Filippino Lippi)
- Szent Péter és Szent Pál Agrippa előtt (Filippino Lippi)
- Szent Péter kiszabadítása (Filippino Lippi)

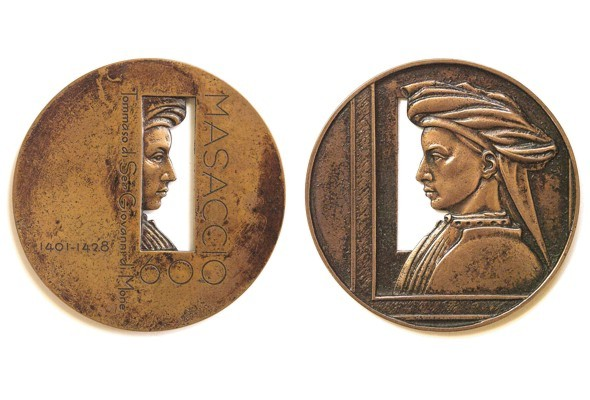
ifj. Szlávics László: Massaccio emlékérem, bronz, öntött, 110 mm, 2002.

## Emlékezete
2002-ben, születése 600.-évfordulójának tiszteletére Izraelben a Képzőművészeti Egyetem és az Izraeli Éremművész Szövetség nagyszabású nemzetközi éremművészeti pályázatot és kiállítást rendezett. Itt több magyar művész alkotása látható volt, ifj. Szlávics László munkája díjat nyert.